# 313 (عدد)
313 هو عدد صحيح، يلي العدد 312 وويسبق العدد 314.

## في الرياضيات

### خصائص
- عدد طبيعي.[3]
- عدد فردي.[4][5]
- عدد موجب،[6] السالب منه هو -313.[7]

## في التاريخ
- 313 هـ هي سنة في التقويم الهجري.
- هي سنة 313 م في التقويم الميلادي.

## وصلات خارجية
الأعداد الصاتمة، ديوان اللغة العربية.